# Agnes Thi-Mai
Agnes Thi-Mai (* 31. März 1990 in Königsbrunn) ist eine deutsche Schauspielerin.

## Werdegang
Thi-Mai ist die Tochter einer in Vietnam geborenen Lehrerin und Journalistin, die Anfang der 1980er-Jahre aufgrund der Folgen des Vietnamkrieges nach Deutschland kam. Ihr Vater ist Fabrikarbeiter mit ungarischen Wurzeln. Sie wuchs in ihrem Geburtsort Königsbrunn auf und besuchte das Gymnasium Königsbrunn. Schon dort war sie fester Bestandteil der Schultheatergruppe und sang in verschiedenen Bands und Chören.
Nachdem Thi-Mai schon während der Schulzeit Tanzunterricht genommen hatte, zog sie nach dem Ende der Schulzeit nach München, wo sie von 2004 bis 2007 eine Schauspielausbildung an der Neuen Münchner Schauspielschule absolvierte. Daneben spielte sie während ihrer Zeit in München Theater. Im Jahr 2012 zog sie nach Berlin. Dort bekam sie unter der Regie von Baran bo Odar im Kinofilm  Who Am I – Kein System ist sicher ihre erste kleinere Rolle in einem Kinofilm, wirkte aber schon seit 2007 in Kurzfilmen und Serien wie Wildbach-Toni mit. 2013/14 absolvierte Thi-Mai Weiterbildungen im Bereich Filmschauspiel an der Filmschauspielschule Berlin und an der Prague Film School. Sie besuchte 2016 die Masterclass von Francisco Javier Medina an der Film Acting School Cologne und nahm seither an mehreren Coachings des Bernard Hiller Acting Studio und an zwei Meisterklassen von Paul Haggis teil.
Ab Mitte der 2010er Jahre wurden Thi-Mais Rollen größer und bedeutender. So spielte sie 2014 in Detlef Bothes Into the Suite, 2015 in Omer Fasts internationaler Produktion Remainder die Figur The Ghost. Weitere kleinere Rollen hatte sie in dem Jahr in Die Tribute von Panem – Mockingjay Teil 2 als Kampfkommandantin des Distriktes 13 sowie in Vivian Naefes Seitenwechsel. In Roland Rebers Film Der Geschmack von Leben, der 2017 auf den Internationalen Hofer Filmtagen seine Premiere feierte und unter anderem auch auf dem Sitges-Catalonian International Film Festival gezeigt wurde, verkörperte Thi-Mai als Monika eine der Hauptrollen. 2019 war sie Hauptdarstellerin des Kurzfilms Abyss, 2020 der Kurzfilme Ugly Utopia – A Mystical Webseries sowie The inconvenient truth. In Kinofilmen hatte sie kleinere Rollen in Nebenan von Daniel Brühl aus dem Jahr 2020, in John Wick: Kapitel 4 (2022) sowie Katja von Garniers Fly (2021).
Im Jahr 2024 war Thi-Mai eine von sieben Hauptdarstellerinnen und zugleich eine der sieben Kollektiv-Regisseurinnen der Kinokomödie Überall gibt es ein Hausen, die im selben Jahr Premiere auf den Internationalen Hofer Filmtagen hatte. Hier traf sie erneut auf Antje Mönning, mit der sie schon 2017 im Reber-Film Der Geschmack von Leben gemeinsam gearbeitet hatte. Ebenfalls 2024 lief auf den Hofer Filmtagen der Dokumentarfilm Nackt, an dem Thi-Mai neben Mönning beteiligt war.
Thi-Mai arbeitet auch als Sprecherin der Betthupferln im Bayerischen Rundfunk.

## Filmografie (Auswahl)
- 2011: Wildbach-Toni (Fernsehserie, 2 Folgen)
- 2014: Who Am I – Kein System ist sicher
- 2014: Into the Suite
- 2015: Remainder
- 2015: Die Tribute von Panem – Mockingjay Teil 2
- 2016: Seitenwechsel
- 2017: Der Geschmack von Leben
- 2019: Abyss (Kurzfilm)
- 2020: The inconvenient truth (Kurzfilm)
- 2021: Nebenan
- 2021: Fly
- 2022: John Wick: Kapitel 4
- 2024: Überall gibt es ein Hausen